# 대한민국의 세계화
대한민국은 2019년 기준 총인구 51,324,823명으로, 중국(149B) 상위 수출대상국 측면 세계 5위, 경제복합도지수(ECI) 기준 경제규모 6위의 국가이다.

## 개요

대한민국은 세계화의 영향을 받은 아시아 국가들 중 하나이다.

세계화는 아시아, 아프리카, 아메리카 대륙의 유럽 식민지화에서 시작되었다. 세계화라는 개념은 제2차 세계 대전 이후로 퍼지기 시작하였기에, 그 전에는 미개발 상태였다. 세계화는 현재의 국적의 사회적 조건을 연결된 국제 네트워크로 변화시키는 데 초점을 맞추는 고르지 못한 과정이라 정의될 수 있다. 또한, 세계화는 기존의 관행과 새로운 관행을 결합함하여 통합되고 정렬된 세계를 만들고자 한다. 세계화는 광범위한 삶의 측면에 영향을 미치는데, 이는 세계화가 국가 간의 배타적인 연결을 구축하기 위해 소셜 네트워크와 기존의 연결을 아웃소싱하는 목적을 가지고 있기 때문이다. 게다가, 세계화 현상은 아시아 경제 위기가 발생한 1990년대에 아시아 영토로 영향이 확대되기 시작한 서부 지역에서 시작되었다. 따라서, 아시아 국가들은 세계화를 재정적 고통을 극복할 수 있는 열쇠로 여겨 서구 문화를 고수하였고, 이는 서구화라고도 알려져 있다.

### 아시아-태평양 지역 세계화
1980년대 아시아 경제는 외국인 투자의 유입으로 경제성장이 가속화되었고, 1997년과 1998년에는 위안화 대비 달러 가치가 크게 절상되면서 아시아의 재정난과 유사한 부채구조를 인정받은 한국에도 큰 차질이 빚어지게 되었다. 한국 경제는 단기외채가 3배 이상 증가하고, 외환보유액은 큰 변화가 없었음에도 불구하고 단기외채는 지속적으로 증가하는 상황에 놓이게 되었다. 결국, 채무국에 대한 달러대출의 상환능력이 떨어짐에 따라 정부는 IMF와 구제금융 패키지를 체결하게 되었다. 이 패키지는 국가의 붕괴를 막기 위해 금융지원을 확대하는 방안을 제안하였으며, 이에 따라 1997년 IMF와 향후 상환될 한국에 대한 자금지원 및 대출의 진전에 대한 합의가 이루어졌다.
급격한 경제불황이 가시화되면서 아시아의 국가들, 특히 아시아의 4대 호랑이를 비롯한 세계시장이 크게 성장하고 영향력을 갖게 되는 아시아의 기적이 나타나게 되었다. 이 부흥은 개방경제체제를 채택한 서구의 산업들의 영향을 받았으며, 이를 통해 정부는 개방과 성장을 연결시키는 개혁적 접근을 하게 되었다. 또한 이는 전통적인 개혁적 접근법을 사용하는 동시에 수출에서 암시장과 존재 독점으로 이루어졌다.
한국과 대만의 정책은 많은 면에서 일본의 정책과 유사한 반면, 홍콩과 싱가포르의 도시 국가들은 서구 국가들보다 매우 시장 지향적이고 개방적이며 자유방임에 가까웠다. 비록 추구하는 정책에 차이가 있지만, 동아시아 국가들은 전반적으로 자유롭고 외향적인 방향으로 나아간다는 공통점을 가지고 있었다. 이는 아시아 태평양 지역들이 국제 투자자들에게 있어 매력적으로 다가가게 함으로써, 지역의 GDP를 증가시키는 결과를 가져왔다.

### 신자유주의 세계화

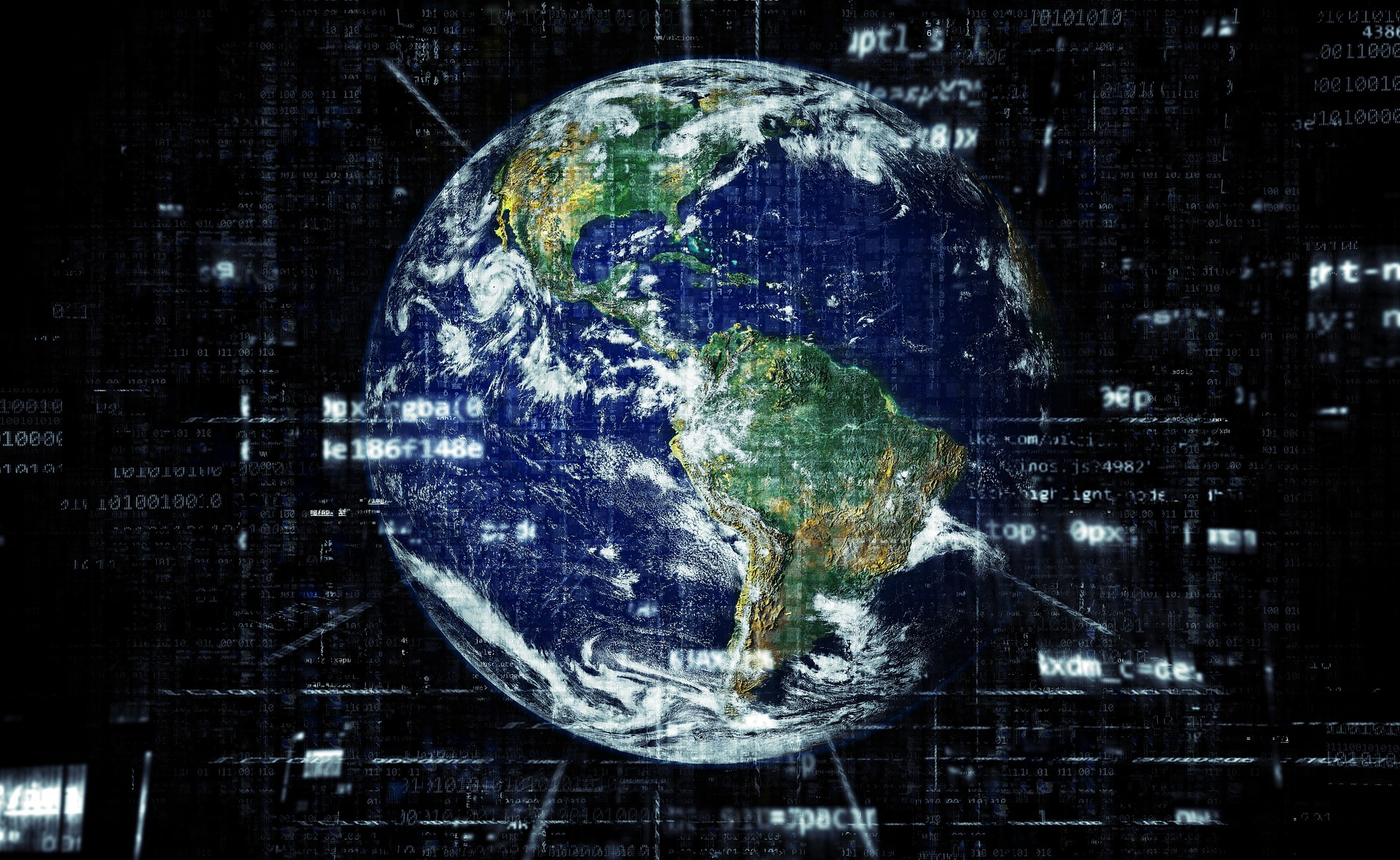
한국의 세계화는 아시아 경제위기 이후 시작되었다.

1997-1998년의 경제위기는 한국을 포함한 아시아 지역에 경제적 회귀를 가져왔다. 한국은 기업지배구조의 불일치로 인해 부채비율이 높고 수익성이 낮다는 점이 주요 장애요인이 되었다. 정부는 한국의 상태를 끌어올리기 위해 국가 정책을 개혁해야 했고, 특히 IMF와 국내 정치, 이념, 사회적 여건에 기여하는 재벌들로부터 높은 지지를 받았다. 결국 한국의 GDP는 외환위기 이후 7분기 동안 경제적 회귀에서 약 13%의 성장으로 만족스러운 성장을 보였다. 한국은 1989년 호주의 밥 호크 총리의 한국 연설에서 제기된 아시아태평양경제협력체(APEC)와 같은 국제협약에 참여하기 시작했다.
더욱이 21세기 이명박 정부 시기에는 한국이 "Global Korea"를 슬로건으로 내세우는 것에서 세계화가 핵심 정책이 되었음을 알 수 있었다. 이 정책은 국제화, 글로벌 운동에의 참여, 해외 투자 유치를 위한 국제 원조를 장려했다. 더욱이 한국은 신자유주의 세계화를 완화된 자본주의와 시장지향적 사상에 기초한 개념이자 '자유' 시장 개념을 설명하는 개념으로 적용했다. 정부는 위기극복을 위한 '세계화 심화'를 실천하고, 기술의 저개발, 저비용 문제 등을 해결하여 현대적이고 세계화된 시장을 선도해 나갈 것이며, 이를 통해 대한민국을 세계화 국가로 도약시키고자 하였다.신자유주의 정책은 외환위기 당시 한국이 구제금융을 제공받을 때 한국을 재건하기 위해 IMF 규정을 따르도록 법적 합의를 해야 한다는 IMF와의 이전 합의가 있었기 때문에 시행되었다. IMF 협정은 그 기간 동안 한국 경제를 효과적으로 개선시켰다.
한편, 한국에서는 신자유주의 정책이 시행된 이후로 새로운 형태의 노동자인 비정규직이 생겨나며 노동자본에 큰 변화를 겪었다. 비정규직은 적당한 임금과 제한된 권리를 가지고 기업의 인지도를 얻는 프리랜서 노동자를 의미한다. 비정규직은 시장 전체 고용의 34%를 차지할 정도로 크게 성장하였다. 정부는 근로자의 권리를 보장하는 조건으로 비정규직을 도입하고 실업률을 높이기로 합의하였다.따라서 시장의 유연성으로 인해 기업은 기존 근로자를 비정규직으로 대체하는 방식으로 회사 구조를 개편하게 되었다. 이는 정부와 기업체와의 협상이 성공하지 못했다는 것을 의미하며, 이에 따라 기업의 정부에 대한 영향력으로 실업률이 증가하였다. 이로 인해 국경을 형성하는 쌍방 간에 보호와 자격 차이가 발생하였고 표준근로자와 비표준근로자 간의 당사자 간의 분리가 발생하게 되어, 전체 노동의 3분의 1에 해당하는 비정규직들은 사회적 보호와 복지를 제공받지 못하게 되었다. 따라서 한국 노동계는 세계화로 인한 도전과 새로운 기회에 직면하였다.

## 문화적 발전
한국이 세계화를 시작한 이래, 한국의 경제적인 초점은 1990년대에 미디어와 문화 콘텐츠로 옮겨갔고, 21세기에 한국 문화는 세계적인 인지도를 얻었다. 한국 문화는 다른 아시아 국가들에게 높은 선호를 보였는데, 특히 텔레비전 드라마로 아시아 시청자들에게 인기를 끌었다. 한국을 홍보한 가장 성공적인 텔레비전 드라마 중 하나는 겨울 연가였다. 이는 일본 인구의 38%가 그 프로그램을 시청할 정도로 일본에서 주요한 인기를 끌었다. 겨울 연가는 그림 같은 한국의 풍경을 아름답게 담아냈으며, 잘 쓰여진 대본으로 일본의 시청자들을 사로잡았다. 이 드라마는 한국의 문화와 영화 발전의 미래에 기여한 영향력 있는 한국 영화들 중 하나이다. 게다가, 이 현상은 후에 한류 관광으로 알려진 한국의 도시와 도시를 방문하려는 외국인들의 열정을 증가시켰다. 한류 현상은 시장 자유화와 문화 부문 규제 완화를 수반하는 세계화의 도움으로 발생했다. 한류는 모든 나라들이 변화에 적응하는 방식으로 세계화 과정의 일부가 되어 왔다. 한국은 제조업에 의존해 왔지만, 한국 정부는 이 이후 대중의 관심을 끈 문화 상품을 수출하는 것에 대한 잠재적인 전망을 보게되었다.
한류 현상의 일환으로 한국의 음악 산업 또한 2008년 2천만 달러에서 2012년 2억 3천만 달러로 5년 만에 약 10배의 증가율을 보이는 등 대중들의 인기를 끌었다.그 주된 이유는 한국 드라마의 사운드트랙(OST)이 관객들로 하여금 한국 음악에 대한 관심을 자아냈기 때문이다.이는 문화적 수출을 한국의 주요 수입으로 만들었다. 한국의 음악(K-pop)은 세계화와 문화 발전 과정에서 문화적 혼종을 겪었고, 그 자체가 근대화의 행위로서 한국의 서구 음악적 특성과 현지 문화가 결합되면서 문화적 발전을 이루어왔다. 특히, 음악은 전통적인 한국 민요에서 가수들의 시각적, 음악적 조화에 탐닉한 현대 음악 스타일로 변화했다.
2013년 동안, 한국 음악은 뉴욕, 파리 그리고 런던에서 열린 많은 콘서트를 통해 보여주듯이, 세계의 서부 지역을 통해 세계적으로 더 큰 발전을 이루었다. 케이팝은 유튜브를 통해 퍼지기 시작하였고, 국제적인 시청자들 사이에서 좋은 반응을 얻은 소녀시대와 같은 여러 걸그룹과 보이그룹으로 세계에 처음으로 알려졌다. 게다가, 케이팝 산업의 인기는 2012년에 "강남스타일"로 싸이라는 아티스트에 의해 훨씬 더 치솟았고, 이는 10억 명의 시청자를 얻은 최초의 유튜브 비디오가 되었으며, 케이팝이 더욱 확장되고 한국인들이 인정을 받을 수 있는 기회를 열었다. 그 결과, 많은 인물들이 패션쇼, 모델 그리고 프레스티지 브랜드의 브랜드 홍보대사에 초대되었다. 예를 들어, 인기 있는 한국 아이돌 중 한 명인 세훈은 루이비통의 리조트 2019 쇼에 초대되었고 2년 동안 참석하여 베스트 드레서 상을 탔다. 이것은 한국 아이돌이 세계적인 인지도를 얻었음을 보여준다.

## 경제적 발전
남한은 여러 차례의 경제 발전 과정을 거쳤으며, 이는 결국 한국의 경제가 확장되고 가장 세계화된 국가 중 하나가 되는 것을 이끌었다. 이는 한국 내 초고속 인터넷을 소유한 가구가 72%임이 보여주고 있다.일제강점기 기간 동안, 남한의 경제 구조는 농업에서 준공업화로 전환되었고 빠르게 성장했다. 동시에, 한국 전쟁 동안, 분단된 양국의 경제는 과도한 군수품에 대한 지출로 인해 혼란을 겪었다. 결국, 환율과 수출 보조금에 반영된 정치적, 경제적 구조의 변화로 남한은 이승만 정부 하에서 전환점을 경험하게 되었다. 1961년, 한국 정부는 은행을 인수하여 국유화했다. 이것은 정부가 자금을 완전히 통제할 수 있게 해주었다.더욱이, 한국의 개인 기업 자본 구조는 1963-1974년 동안 높은 외부 차입 비율을 보였다. 정부는 보조금 외에도, 민간 기업가들에게 신규 제조 사업장에 투자하도록 할당했다. 따라서, 정부 보조금을 통하여 한국의 경제는 기대 수익률 대비 연간 실질 GDP 성장률이 각각 8.5%와 7.1%로 만족스러운 수치를 보일 수 있었다.
또한 1990년대 후반, 한국은 1997년 외환위기로 인해 심각한 경제악화를 겪었으며, 이에 따라 정부는 Korea Inc.라는 국가, 은행, 재벌간 협업을 기반으로 한 케인즈주의 정책과 재정적자 해소, 금리인하와 64조원의 자금투입을 통해 금융기관의 자본재 확충에 기여하였다. 한국은 1997년 외환위기 이후 세계화를 대대적으로 시행하여 한국의 경제를 다른 나라들에 포섭되도록 노출시켰고, 국경을 넘어 자본재와 정보의 이동을 만들었다. 한국은 실업률, 고임금, 교육수준의 증가를 나타내는 증거를 통해 경제에서 엄청난 발전을 보여주었다.
따라서 한국인들은 미래의 생활수준 향상과 선진국 진입에 큰 기대를 걸고 있다. 2016년 대한민국은 국내총생산 면에서 세계 11위의 경제대국이 되었다. 그러나, 소득의 재분배에 대한 기대에도 불구하고, 외향적 발전 전략은 수입국과의 경쟁으로 인해 농업인들에게 부정적인 영향을 미쳐 한국은 농산물 수입에 대한 높은 의존도를 가지게 되었다. 또 다른 문제는 임금과 근로자의 기여에 있어서 상당한 차이가 있기 때문에 나타나는 지역 간 소득 격차이다. 더욱이, 개혁 프로그램은 단지 단기적인 목표만을 고려하고 한국 경제의 미래 성장 전망을 파괴할 가능성이 매우 높기 때문에, 한국의 변화는 장기적인 성장과 따라잡기를 고려한 새로운 경제 전략을 마련해야 한다는 점에서 '상대적 후진성'으로 정의되기도 한다.

## 교육적 발전
한국은 초등교육 6년과, 중등교육 3년의 의무 교육 정책을 시행한다. 한국에서 교육이 중요한 부분을 차지해 왔다는 사실은 한국 학생들이 겪는 공부 시간의 압박과 수를 통해 알 수 있다. 특히 고등학생들은 보통 오전 8시부터 오후 4시까지 공부하고, 10시 이후에 독서실로 가서 공부를 한다. 게다가, 사교육은 한국 학생들의 일상 생활의 일부이다. 이 현상은 1945년에 인구의 5% 미만이 초등학교 교육을 받고 있는 가운데 초등 의무 교육이 도입되면서 시작되었다. 인구의 90%가 고등학교를 졸업하고 대부분이 글을 읽고 쓸 수 있게 되면서 50년 후에 대대적인 개선이 있었다. 이 기간 동안, 대학에 입학하는 한국 학생들의 수는 유럽의 대부분의 국가들과 비교했을 때 더 높았고, 한국의 초, 중등 학생들의 수학과 과학 기술에 대한 교육의 질은 다른 국가들보다 더 뛰어났다.
한국의 치열한 경쟁시장으로 인해, 기업들은 엘리트 학교에서의 고등 교육이 개인의 가치를 반영한다고 인식하고, 따라서 좋은 대학교를 졸업한다는 것은 노동 시장에서의 성공을 의미하게 된다. 한국의 교육 기관의 급속한 성장은 1965년부터 1990년까지 사회 경제 구조의 변화와 직업 구조의 변화로 인해 이루어졌다. 더욱이, 그 변화는 고학력 노동력을 요구하는 사무직 근로자의 성장을 포함한다. 한국의 고등 교육 체계는 입학 시 특정 전공을 선택해야 하는 학교의 위계에 기반을 두고 있다. 교육의 질을 향상시키기 위해, 정부는 2001년에 제기된 '교원 양성 종합대책'이라는 교직 정책을 개발했다.이 정책들은 교직원의 임금과 수를 늘리고, 교직원의 교육 수준을 석사 학위까지 끌어올리는 것을 주요 골자로 하는 업무량을 줄이는 것이었다.
한국은 교육의 질을 높이는 것을 목표로 하는 신생 선진국들 중 하나이지만, 부족한 공교육 자금과 부모들의 사교육을 제공할 수 없는 능력으로 인해 발생하는 '가진 자'와 '없는 자' 사이에 교육의 질적인 격차가 있다. 한국의 교육은 학생들이 서로 경쟁하도록 강요받는 건강하지 못한 환경을 구현하고 있으며, 따라서 한 사람의 성공은 다른 사람의 패배로 여겨지게 된다. 특히 중산층 가정의 학생들은 계속해서 공부를 열심히 하라는 압력을 받게 되고, 가난한 아이들은 내버려지게 된다. 이것은 인권과 민주주의에 대한 문제를 제기하기도 한다. 한국의 교육은 획일적이며, 학교는 학생들이 오랜 시간 동안 공부를 하는 공간이 되었고, 명문 학교의 한국적인 사고방식으로 인해 부모들은 학생들에게 공부를 강요하게 되었다.
명문 학교(SKY)에 입학하는 것이 한국 학생들에게 중요하기 때문에, 모든 학생들은 상위권 대학에 합격하기 위해 만점을 받는 것을 목표로 한다. 이것은 대학수학능력시험(CSAT)으로 알려진 대학 입학 시험에 엄청난 압력을 만들었다.정부는 수능을 중요한 사건으로 인지하고, 경찰청은 수능 당일에 교통과 소음이 학생들을 방해하지 않게 보장하도록 할당된다. 이러한 압력은 많은 학생들이 자살을 시도하거나 자살 생각을 하도록 이끌었다. 한국의 전국적인 설문조사에 따르면, 61.4%의 학생들이 54.4%가 특히 교육적 요인에 의해 스트레스를 받았다. Kim과 Park (2014)에 따르면, 한국의 학생들은 자살을 높은 자살률과 관련하여 허용적인 해결책으로 보고 있었다. 13세에서 19세 사이의 자살 시도의 주요 원인은 고등 교육과 관련된 학교 성적이었다. 게다가, 세계보건기구는 학생들이 그들의 삶을 통제할 수 있기 때문에 자살에 의존한다고 언급했다.그래서, 정부는 많은 당사자들이 반대했던 방과 후 학원을 금지하려고 시도하는 등 교육 시스템을 바꾸기 위해 개혁법을 만들었다. 또, 수시모집이라는 새로운 정책을 적용하였다.이 정책은 학생들이 수능 점수를 완전히 따지는 것이 아니라 공로, 재능, 성취에 기반한 대학 학위 프로그램에 지원할 수 있게 하고자 했다.

## 참조
1. ↑  “South Korea Population (2019) - Worldometers”. 《www.worldometers.info》. 2019년 6월 1일에 확인함.
2. ↑  “OEC - South Korea (KOR) Exports, Imports, and Trade Partners”. 《atlas.media.mit.edu》. 2019년 6월 1일에 확인함.
3. ↑  Guttal, Shalmali (2007). “Globalisation”. 《Development in Practice》 17 (4/5): 523–531. doi:10.1080/09614520701469492. ISSN 0961-4524. JSTOR 25548249. S2CID 218523141.
4. ↑  Steger, Manfred B. (2017). 《Globalization: A Very Short Introduction》. Oxford University Press. ISBN 9780198779551.
5. ↑  Pieterse, Jan Nederveen (1994년 6월 1일). “Globalisation as Hybridisation”. 《International Sociology》 9 (2): 161–184. doi:10.1177/026858094009002003. ISSN 0268-5809. S2CID 145516518.
6. ↑  Weiss, Linda (2003년 2월 13일). 《States in the Global Economy: Bringing Domestic Institutions Back In》. Cambridge University Press. ISBN 9780521525381.
7. 1 2  Olds, Kris; Kelly, Philip F.; Dicken, Peter; Yeung, Henry Wai-Chung; Kong, Lily (1999). 《Globalisation and the Asia-Pacific: Contested Territories》. Psychology Press. ISBN 9780415199193.
8. ↑  Krugman, Paul (1994). “The Myth of Asia's Miracle”. 《Foreign Affairs》 73 (6): 62–78. doi:10.2307/20046929. ISSN 0015-7120. JSTOR 20046929.
9. ↑  Greenaway, David; Morgan, Wyn; Wright, Peter (1998). “Trade Reform, Adjustment and Growth: What Does the Evidence Tell Us?”. 《The Economic Journal》 108 (450): 1547–1561. doi:10.1111/1468-0297.00360. ISSN 0013-0133. JSTOR 2566198.
10. 1 2 3  Bigsten, Arne (2003). “Globalisation and the Asia-Pacific Revival”.
11. ↑  Lim, Hyun-Chin; Jang, Jin-Ho (2006년 1월 1일). “Neo-liberalism in post-crisis South Korea: Social conditions and outcomes”. 《Journal of Contemporary Asia》 36 (4): 442–463. doi:10.1080/00472330680000281. ISSN 0047-2336. S2CID 153402329.
12. ↑  Koo, J.; Kiser, S. L. (2001). “Recovery from a financial crisis: The case of South Korea”. 《Economic and Financial Review》 4 (4): 24–36.
13. ↑  “History”. 《www.apec.org》. 2019년 5월 14일에 확인함.
14. 1 2  Lee, Sook Jong; Hewison, Kevin (2010년 5월 1일). “Introduction: South Korea and the Antinomies of Neo-Liberal Globalisation”. 《Journal of Contemporary Asia》 40 (2): 181–187. doi:10.1080/00472331003597539. ISSN 0047-2336. S2CID 154853108.
15. 1 2 3 4  Shin, Kwang-Yeong (2010년 5월 1일). “Globalisation and the Working Class in South Korea: Contestation, Fragmentation and Renewal”. 《Journal of Contemporary Asia》 40 (2): 211–229. doi:10.1080/00472331003597554. ISSN 0047-2336. S2CID 59382375.
16. ↑  Polivka, A. E. (1996). “A profile of contingent workers”. 《Monthly Lab. Rev.》 119: 10.
17. ↑  Shim, Doobo (2006년 1월 1일). “Hybridity and the rise of Korean popular culture in Asia”. 《Media, Culture & Society》 28 (1): 25–44. doi:10.1177/0163443706059278. ISSN 0163-4437. S2CID 204327176.
18. 1 2  Han, Hee-Joo; Lee, Jae-Sub (2008년 6월 1일). “A Study on the KBS TV Drama Winter Sonata and its Impact on Korea's Hallyu Tourism Development”. 《Journal of Travel & Tourism Marketing》 24 (2–3): 115–126. doi:10.1080/10548400802092593. ISSN 1054-8408. S2CID 154926778.
19. ↑  Yang, Jonghoe (2012). “The Korean Wave (Hallyu) in East Asia: A Comparison of Chinese, Japanese, and Taiwanese Audiences Who Watch Korean TV Dramas”. 《Development and Society》 41 (1): 103–147. doi:10.21588/dns.2012.41.1.005. ISSN 1598-8074. JSTOR deveandsoci.41.1.103.
20. ↑  Fuhr, Michael (2017). 《Globalization and Popular Music in South Korea》. Routledge Studies in Popular Music.
21. 1 2  Choi, JungBong; Maliangkay, Roald (2014년 9월 15일). 《K-pop – The International Rise of the Korean Music Industry》. Routledge. ISBN 9781317681809.
22. ↑  Shim, Doobo (2006년 1월 1일). “Hybridity and the rise of Korean popular culture in Asia”. 《Media, Culture & Society》 (영어) 28 (1): 25–44. doi:10.1177/0163443706059278. ISSN 0163-4437. S2CID 204327176.
23. 1 2 3  Lie, John (2015). 《K-Pop: Popular Music, Cultural Amnesia, and Economic Innovation in South Korea》. Univ of California Press. ISBN 9780520283121.
24. ↑  “Sehun Is the Best-Dressed Man at Louis Vuitton's Show Yet Again”. 《Vogue》. 2018년 5월 28일. 2019년 6월 1일에 확인함.
25. 1 2 3  Chung, Young-Iob (2007년 7월 20일). 《South Korea in the Fast Lane: Economic Development and Capital Formation》. Oxford University Press. ISBN 9780198043621.
26. 1 2  Rodrik, Dani (1995년 4월 1일). “Getting interventions right: how South Korea and Taiwan grew rich” (PDF). 《Economic Policy》 10 (20): 53–107. doi:10.2307/1344538. ISSN 0266-4658. JSTOR 1344538. S2CID 56207031.
27. 1 2  Renaud, Bertrand (May 2004). “Economic Crisis and Corporate Restructuring in Korea: Reforming the Chaebol. Edited by Haggard Stephan, Lim Wonhyuk, and Kim Euysung. Cambridge: Cambridge University Press, 2003. xxii, 342 pp. $60.00 (cloth). - Restructuring "Korea Inc.": Financial Crisis, Corporate Reform, and Institutional Transition. By Shin Jang-Sup and Chang Ha-Joon. London and New York: RoutledgeCurzon, 2003. xviii, 154 pp. $90.00 (cloth).”. 《The Journal of Asian Studies》 63 (2): 520–522. doi:10.1017/s0021911804001354. ISSN 0021-9118. S2CID 162777010.
28. 1 2  Shin, Jang-Sup; Chang, Ha-Joon (2005년 8월 1일). “Economic reform after the financial crisis: a critical assessment of institutional transition and transition costs in South Korea”. 《Review of International Political Economy》 12 (3): 409–433. doi:10.1080/09692290500170742. ISSN 0969-2290. S2CID 154792597.
29. ↑  “GDP by country | World largest economies - 2016 - knoema.com”. 《Knoema》. 2019년 6월 1일에 확인함.
30. 1 2  Kim, Kihwan (1988년 1월 1일). “Korea in the 1990s: Making the transition to a developed economy”. 《World Development》 16 (1): 7–18. doi:10.1016/0305-750X(88)90160-X. ISSN 0305-750X.
31. ↑  Ellinger, Thomas R. 《South Korea : placing education on top of the family agenda》. OCLC 936810023.
32. 1 2  Seth, Michael J. (2002). 《Education Fever: Society, Politics, and the Pursuit of Schooling in South Korea》. University of Hawaii Press. ISBN 9780824825348.
33. 1 2 3 4  Lee, Sunhwa; Brinton, Mary C. (1996). “Elite Education and Social Capital: The Case of South Korea”. 《Sociology of Education》 69 (3): 177–192. doi:10.2307/2112728. ISSN 0038-0407. JSTOR 2112728.
34. 1 2 3  Kim, Jeong Won (July 2004). “Education reform policies and classroom teaching in South Korea”. 《International Studies in Sociology of Education》 14 (2): 125–146. doi:10.1080/09620210400200122. ISSN 0962-0214.
35. 1 2 3 4  Kang, Soon-Won (2010년 6월 28일). “Democracy and Human Rights Education in South Korea”. 《Comparative Education》 38 (3): 315–325. doi:10.1080/0305006022000014179. S2CID 143837999.
36. 1 2  Barr, Chris (November 2005). “The Life After Death - Christian Understandings”. 《The Expository Times》 117 (2): 63. doi:10.1177/001452460511700205. ISSN 0014-5246. S2CID 144654741.
37. ↑  Kim, Kristen; Park, Jong-Ik (December 2014). “Attitudes toward suicide among college students in South Korea and the United States”. 《International Journal of Mental Health Systems》 8 (1): 17. doi:10.1186/1752-4458-8-17. ISSN 1752-4458. PMC 4025558. PMID 24843383.
38. 1 2 3  Kim, Seong-Eun (2016년 11월 30일). “Relation between Mental Health and Suicide Resilience among University Students in South Korea”. 《International Journal of Advanced Nursing Education and Research》 1 (1): 105–110. doi:10.21742/ijaner.2016.1.18. ISSN 2207-3159.
39. ↑  Ajdacic-Gross, Vladeta (2008년 9월 1일). “Methods of suicide: international suicide patters derived from the WHO mortality database”. 《Bulletin of the World Health Organization》 86 (9): 726–732. doi:10.2471/blt.07.043489. ISSN 0042-9686. PMC 2649482. PMID 18797649.